# دوخت تصاویر
دوخت تصاویر (انگلیسی: Image stitching) فرایندی است برای ترکیب چندین عکس که مناظر تصویربرداری‌شده توسط آن‌ها، همپوشانی یا پیوستگی دارند. هدف از انجام این کار، ایجاد یک منظره کامل‌تر و یک سراسرنما از مناظر است.
در این کار، تصاویر باید با دقت بالا به هم وصل شده و در اتصال تصاویر نباید خطای اندازه یا پیکسل در تصویر بزرگ نهایی رخ بدهد.
این کار معمولاً با نرم‌افزار رایانه‌ای انجام می‌شود. در بیشتر موارد، برای دوخت تصویر نیاز به همپوشانی تقریباً دقیقی بین تصاویر هست تا نتیجه یکپارچه‌ای به‌دست آید.
برخی از دوربین‌های دیجیتال می‌توانند عکس‌های خود را در داخل خود به هم بدوزند.

## کاربردها
از دوخت تصاویر در برنامه‌های کاربردی امروزی بهره زیادی گرفته می‌شود، ازجمله:
- موزائیک‌بندی اسناد[۲]
- پایدارکننده نگاره
- تصویربرداری ماهواره‌ای
- تصویربرداری پزشکی
- فراتفکیک‌پذیری چندنگاره‌ای
- دوخت ویدئوها[۳]
- درج شیء